# Sam Posey
Samuel Felton „Sam“ Posey (* 26. Mai 1944 in New York City) ist ein ehemaliger US-amerikanischer Automobilrennfahrer.

## Karriere
Sam Posey versuchte Anfang der 1970er-Jahre vergeblich, dauerhaft in der Formel 1 Fuß zu fassen. Er fuhr Rennen in den nordamerikanischen Sportwagenserien CanAm und TransAm und wurde 1970 bei den großen Langstreckenklassikern, den 24 Stunden von Daytona und den 24 Stunden von Le Mans jeweils Fünfter. 
1971, noch vor seinem Einstieg in die USAC-Serie, bestritt er seinen ersten Formel-1-Grand-Prix. Beim Großen Preis der USA in Watkins Glen pilotierte er einen Werks-Surtees TS9 und schied nach einem Motorschaden aus. 1972 bekam er einen Werksvertrag bei Dan Gurneys Eagle-Team in der USAC. Posey wurde Fünfter in Pocono und bei den 500 Meilen von Indianapolis. Ende 1972 bestritt er seinen zweiten Grand Prix, wieder in Watkins Glen. Diesmal kam er als Zwölfter ins Ziel. Als es absehbar war, dass er keinen Formel-1-Vertrag für das Jahr 1973 bekommen würde, blieb Posey in der USAC.
Nachdem sein Sponsorvertrag 1976 ausgelaufen war, verlegte er seine Ambitionen auf die Sport- und Tourenwagen. Er war bis Mitte der 1980er-Jahre regelmäßig in Le Mans am Start. 1975 hatte er schon gemeinsam mit Hans-Joachim Stuck, Brian Redman und Andy Moffat auf einem Werks-BMW 3.0 CSL die 12 Stunden von Sebring gewonnen.
In den späten 1970er- und frühen 1980er-Jahren fuhr er Sportwagenrennen in Nordamerika; in der Sportwagen-Weltmeisterschaft 1981 pilotierte er einen Datsun 280ZX.
Nach seinem Rücktritt vom aktiven Rennsport arbeitete Posey viele Jahre als TV-Kommentator in den USA.

## Statistik

### Le-Mans-Ergebnisse
| Jahr | Team                       | Fahrzeug                             | Teamkollege     | Teamkollege               | Platzierung     | Ausfallgrund       |
| ---- | -------------------------- | ------------------------------------ | --------------- | ------------------------- | --------------- | ------------------ |
| 1966 | Prototipi Bizzarini SAL    | Bizzarini Super America Stradale A3C | Massimo Natili  |                           | Disqualifiziert |                    |
| 1969 | North American Racing Team | Ferrari 250LM                        | Teodoro Zeccoli | Ricardo Rodríguez-Cavazos | Rang 8          |                    |
| 1970 | North American Racing Team | Ferrari 512S                         | Ronnie Bucknam  |                           | Rang 4          |                    |
| 1971 | North American Racing Team | Ferrari 512M                         | Tony Adamowicz  |                           | Rang 3          |                    |
| 1972 | North American Racing Team | Ferrari 365 GTB/4                    | Tony Adamowicz  |                           | Rang 6          |                    |
| 1973 | North American Racing Team | Ferrari 365 GTB/4                    | Milt Minter     |                           | Ausfall         | Zylinder überhitzt |
| 1975 | Hervé Poulain              | BMW 3.0 CSL                          | Hervé Poulain   | Jean Guichet              | Ausfall         | Gleichlaufgelenk   |
| 1976 | BMW Motorsport GmbH        | BMW 3.0 CSL                          | Harald Grohs    | Hughes de Fierlant        | Rang 10         |                    |
| 1977 | Gran Touring Cars Inc.     | Mirage GR8                           | Michel Leclère  |                           | Ausfall         | Benzinpumpe        |
| 1978 | Gran Touring Cars Inc.     | Mirage M9                            | Jacques Laffite | Vern Schuppan             | Rang 10         |                    |

### Sebring-Ergebnisse
| Jahr | Team                       | Fahrzeug              | Teamkollege           | Teamkollege        |              | Platzierung | Ausfallgrund       |
| ---- | -------------------------- | --------------------- | --------------------- | ------------------ | ------------ | ----------- | ------------------ |
| 1966 | Filippo Theodoli           | Alfa Romeo Giulia TZ2 | Harry Theodoracopulos |                    |              | Ausfall     | Zylinder überhitzt |
| 1968 | Mathews Racing Team        | Ford Mustang          | Milt Minter           |                    |              | Ausfall     | Bremsen            |
| 1969 | N.A.R.T.                   | Ferrari Dino 206 GT   | Bob Dini              |                    |              | Rang 36     |                    |
| 1970 | N.A.R.T.                   | Ferrari 512S Spyder   | Ronnie Bucknum        | Bert Everett       |              | Ausfall     | Benzinpumpe        |
| 1971 | North American Racing Team | Ferrari 512S          | Ronnie Bucknum        |                    |              | Ausfall     | kein Öldruck       |
| 1972 | N.A.R.T.                   | Ferrari 365 GTB/4     | Tony Adamowicz        |                    |              | Rang 13     |                    |
| 1975 | BMW Motorsport             | BMW 3.0 CSL           | Allan Moffat          | Hans-Joachim Stuck | Brian Redman | Gesamtsieg  |                    |
| 1980 | NTS Racing                 | Datsun 240Z           | Fred Stiff            | George Alderman    |              | Rang 14     |                    |
| 1981 | NTS Racing                 | Datsun 280ZX          | Fred Stiff            |                    |              | Ausfall     | Aufhängung         |

### Einzelergebnisse in der Sportwagen-Weltmeisterschaft
| Saison | Team                                            | Rennwagen                                         | 1   | 2   | 3   | 4   | 5   | 6   | 7   | 8   | 9   | 10  | 11  | 12  | 13  | 14  | 15  | 16  | 17  |
| ------ | ----------------------------------------------- | ------------------------------------------------- | --- | --- | --- | --- | --- | --- | --- | --- | --- | --- | --- | --- | --- | --- | --- | --- | --- |
| 1966   | Sam Posey Filippo Theodoli Bizzarrini           | Porsche 904 Alfa Romeo TZ Bizzarrini GT 5300      | DAY | SEB | MON | TAR | SPA | NÜR | LEM | MUG | CCE | HOK | SIM | NÜR | ZEL |     |     |     |     |
| 1966   | Sam Posey Filippo Theodoli Bizzarrini           | Porsche 904 Alfa Romeo TZ Bizzarrini GT 5300      | 11  | DNF |     |     |     |     | DNF |     |     |     |     |     |     |     |     |     |     |
| 1967   | Harry Theodoracopulos                           | Alfa Romeo GTA                                    | DAY | SEB | MON | SPA | TAR | NÜR | LEM | HOK | MUG | BRH | CCE | ZEL | OVI | NÜR |     |     |     |
| 1967   | Harry Theodoracopulos                           | Alfa Romeo GTA                                    | DNF |     |     |     |     |     |     |     |     |     |     |     |     |     |     |     |     |
| 1968   | Mathews Racing Team                             | Ford Mustang                                      | DAY | SEB | BRH | MON | TAR | NÜR | SPA | WAT | ZEL | LEM |     |     |     |     |     |     |     |
| 1968   | Mathews Racing Team                             | Ford Mustang                                      | 21  | DNF |     |     |     |     |     |     |     |     |     |     |     |     |     |     |     |
| 1969   | NART                                            | Ferrari 275 GTB Ferrari Dino 206 GT Ferrari 250LM | DAY | SEB | BRH | MON | TAR | SPA | NÜR | LEM | WAT | ZEL |     |     |     |     |     |     |     |
| 1969   | NART                                            | Ferrari 275 GTB Ferrari Dino 206 GT Ferrari 250LM | 23  | 36  |     |     |     |     |     | 8   |     |     |     |     |     |     |     |     |     |
| 1970   | NART                                            | Ferrari 312P Ferrari 512S                         | DAY | SEB | BRH | MON | TAR | SPA | NÜR | LEM | WAT | ZEL |     |     |     |     |     |     |     |
| 1970   | NART                                            | Ferrari 312P Ferrari 512S                         | 4   | DNF |     |     |     |     |     | 4   |     |     |     |     |     |     |     |     |     |
| 1971   | NART                                            | Ferrari 512S                                      | BUA | DAY | SEB | BRH | MON | SPA | TAR | NÜR | LEM | ZEL | WAT |     |     |     |     |     |     |
| 1971   | NART                                            | Ferrari 512S                                      | 8   | DNF | DNF |     |     |     |     |     | 3   |     | DNF |     |     |     |     |     |     |
| 1972   | NART                                            | Ferrari 365 GTB/4                                 | BUA | DAY | SEB | BRH | MON | SPA | TAR | NÜR | LEM | ZEL | WAT |     |     |     |     |     |     |
| 1972   | NART                                            | Ferrari 365 GTB/4                                 |     | DNF | 13  |     |     |     |     |     | 6   |     | DNF |     |     |     |     |     |     |
| 1973   | NART                                            | Ferrari 365 GTB/4                                 | DAY | VAL | DIJ | MON | SPA | TAR | NÜR | LEM | ZEL | WAT |     |     |     |     |     |     |     |
| 1973   | NART                                            | Ferrari 365 GTB/4                                 |     |     |     |     |     |     |     | DNF |     | 6   |     |     |     |     |     |     |     |
| 1974   | Ted Trudon                                      | Porsche Carrera RSR                               | MON | SPA | NÜR | IMO | LEM | ZEL | WAT | LEC | BRH | KYA |     |     |     |     |     |     |     |
| 1974   | Ted Trudon                                      | Porsche Carrera RSR                               |     |     |     | 8   |     |     |     |     |     |     |     |     |     |     |     |     |     |
| 1975   | BMW of America BMW                              | BMW 3.0 CSL                                       | DAY | MUG | DIJ | MON | SPA | PER | NÜR | ZEL | WAT |     |     |     |     |     |     |     |     |
| 1975   | BMW of America BMW                              | BMW 3.0 CSL                                       | 33  |     |     |     |     |     |     |     | 6   |     |     |     |     |     |     |     |     |
| 1976   | Alpina                                          | BMW 3.5 CSL                                       | MUG | VAL | NÜR | MON | SIL | IMO | NÜR | ZEL | PER | WAT | MOS | DIJ | DIJ | SAL |     |     |     |
| 1976   | Alpina                                          | BMW 3.5 CSL                                       | 10  | 2   |     |     |     |     |     |     |     |     |     |     |     |     |     |     |     |
| 1977   | BMW North America                               | BMW 320i                                          | DAY | MUG | DIJ | MON | SIL | NÜR | VAL | PER | WAT | EST | LEC | MOS | IMO | SAL | BRH | HOK | VAL |
| 1977   | BMW North America                               | BMW 320i                                          | 40  |     |     |     |     |     |     |     |     |     |     |     |     |     |     |     |     |
| 1978   | Gran Touring Cars Performance Tuning            | Mirage M9 Datsun 200SX                            | DAY | SEB | MUG | TAL | DIJ | SIL | NÜR | LEM | MIS | DAY | WAT | VAL | ROD |     |     |     |     |
| 1978   | Gran Touring Cars Performance Tuning            | Mirage M9 Datsun 200SX                            |     |     |     |     |     |     |     | 10  |     |     |     |     | DNF |     |     |     |     |
| 1979   | Bob Sharp Racing                                | Datsun 280ZX                                      | DAY | SEB | MUG | TAL | DIJ | RIV | SIL | NÜR | LEM | PER | DAY | WAT | SPA | BRH | ROA | VAL | ELS |
| 1979   | Bob Sharp Racing                                | Datsun 280ZX                                      |     |     | DNF |     |     |     |     |     |     |     |     |     |     |     |     |     |     |
| 1980   | NTS Racing                                      | Datsun 240Z                                       | DAY | BRH | SEB | MUG | MON | RIV | SIL | NÜR | LEM | DAY | WAT | SPA | MOS | ROA | VAL | DIJ |     |
| 1980   | NTS Racing                                      | Datsun 240Z                                       |     |     | 14  |     |     | DNF |     |     |     |     |     |     | DNF |     |     |     |     |
| 1981   | NTS Racing Z & W Enterprises Cooke Woods Racing | Datsun 280ZX Mazda RX-7 Lola T600                 | DAY | SEB | MUG | MON | RIV | SIL | NÜR | LEM | PER | DAY | WAT | SPA | MOS | ROA | BRH |     |     |
| 1981   | NTS Racing Z & W Enterprises Cooke Woods Racing | Datsun 280ZX Mazda RX-7 Lola T600                 | DNF | DNF |     |     | 13  |     |     |     |     |     |     |     | 31  | 2   |     |     |     |